# Русский, Егор Анатольевич
Егор Анатольевич Русский (род. 14 февраля 1987, Ухта, Коми АССР, СССР) — российский военный, общественный и государственный деятель самопровозглашенной Луганской Народной Республики, бизнес-тренер и кризис-менеджер. Участник задержания украинского штурмана, Героя Украины Надежды Савченко. Участник и один из лидеров общественного движения Республики Коми — «Республиканская коалиция».

## Биография
Родился 14 февраля 1987 года в городе Ухте, Коми АССР. Отец погиб, когда Егору было 8 лет. Окончил школу № 3 города Ухты. С 2002 по 2006 год обучался в Ухтинском промышленно-экономическом лесном колледже. Проходил срочную службу с 2006 по 2008 годы в ВДВ. В 2008 году участвовал в войне в Грузии.
В 2012 году окончил Вятский государственный университет, специальность «Промышленное и гражданское строительство», в 2017 году Российскую академию народного хозяйства и государственной службы при Президенте Российской Федерации, специальность «Государственное и муниципальное управление».
Начал общественную деятельность в 2010 года в организациях «Союз ветеранов боевых действий», депутатом «Молодежный совета Ухты», один из организаторов молодёжного движение «Наши» в Ухте, руководил военно-патриотическим клубом.
В мае 2014 года добровольцем отправился на Украину в город Луганск, где уже началась военная операция украинского правительства против непризнанной Луганской Народной Республики. В Луганске добровольно вступил в вооруженное формирование, был полевым командиром. В октябре 2014 года назначен в Лутугино на пост мэра города. 29 января 2015 года  назначен Главой администрации Лутугинского района. 2 июня 2016 года покинул пост Главы администрации района и вернулся в Россию.
C 2017 года один из основателей движения «Республиканская Коалиция» в Республике Коми.
На данный момент бизнес тренер, кризис менеджер, предприниматель.

## Деятельность в Луганской Народной Республике
В конце мая — начале июня 2014 года приехал в Луганск и добровольно вступил в Луганский народно-освободительный батальон «Заря», которым командовал Игорь Плотницкий. Позже объяснял мотив так: «Я хотел защитить людей»[1].

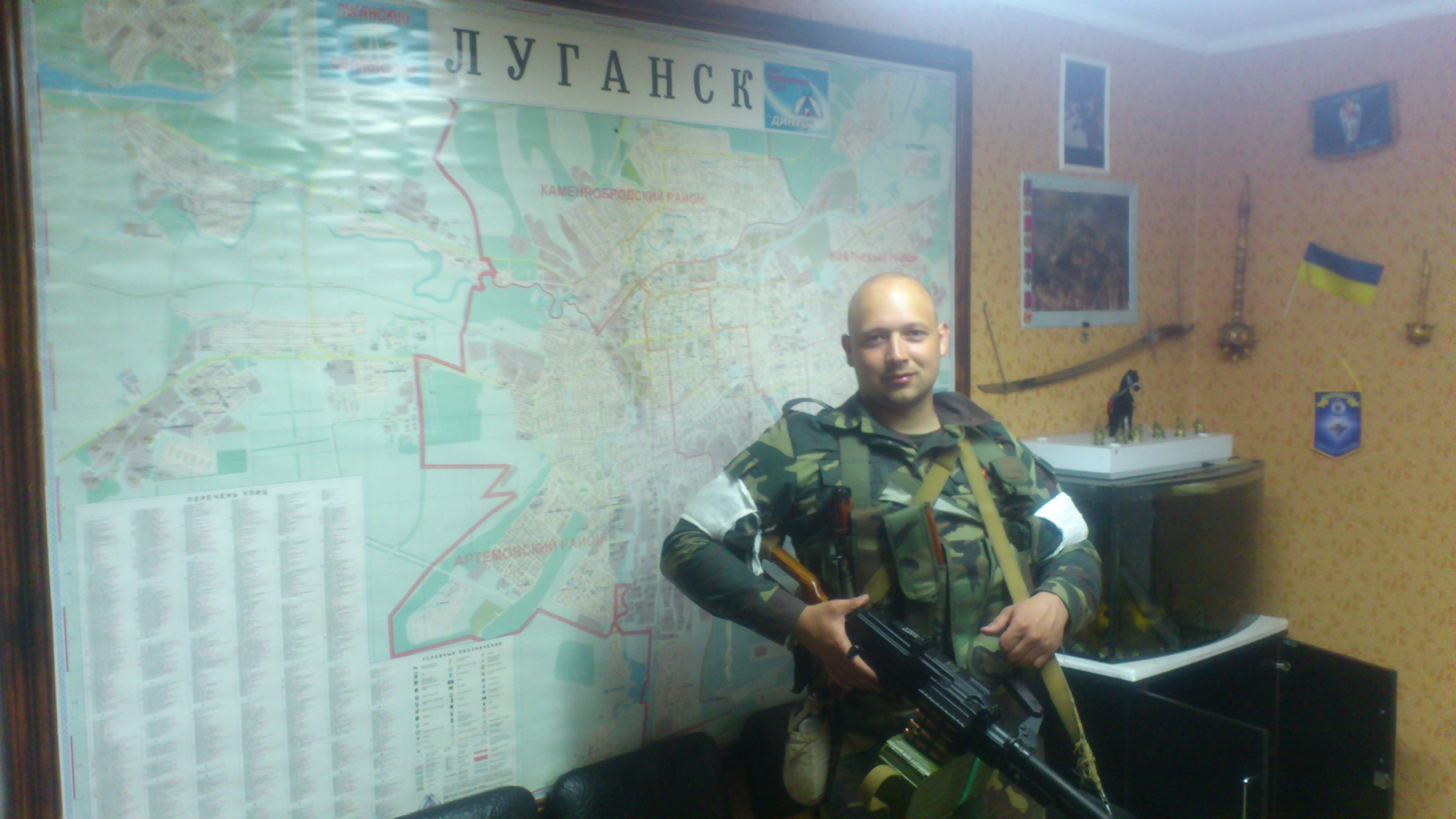
Егор Русский после штурма одной из воинских частей ВСУ, 2014 год

В июне 2014 года становится полевым командиром и командиром разведки вооруженного формирования «Заря». Принимал участие в боевых операций на территории непризнанной ЛНР. Одно из самых ярких событий произошло 17 июня 2014 года под п. Металлист[3], когда около 100 военнослужащих батальона «Айдар» попали в засаду и была взята в плен Надежда Савченко, а также погибли репортеры ВГТРК Антон Волошин и Игорь Корнелюк.
В августе 2014 года был тяжело ранен под п.Хрящеватое  в боях с батальоном "Айдар" при очередном штурме позиций ВСУ. Раненым был эвакуирован в РФ, где проходил лечение.
В октябре 2014 года вернулся на Донбасс. Ввиду перемирия между сторонами конфликта в сентябре-октябре месяце назначается в Лутугинский район на должность заместителя Председателя районного Совета, с ноября 2014 года — Председателем. 2 декабря 2014 года Указом Главы ЛНР Игоря Плотницкого назначен мэром города Лутугино,  29 января 2015 года — Главой Администрации Лутугинского района.
С 2014 по 2016 год — руководил Лутугинский отделением ОД «Мир Луганщине», входил в республиканский политсовет партии.

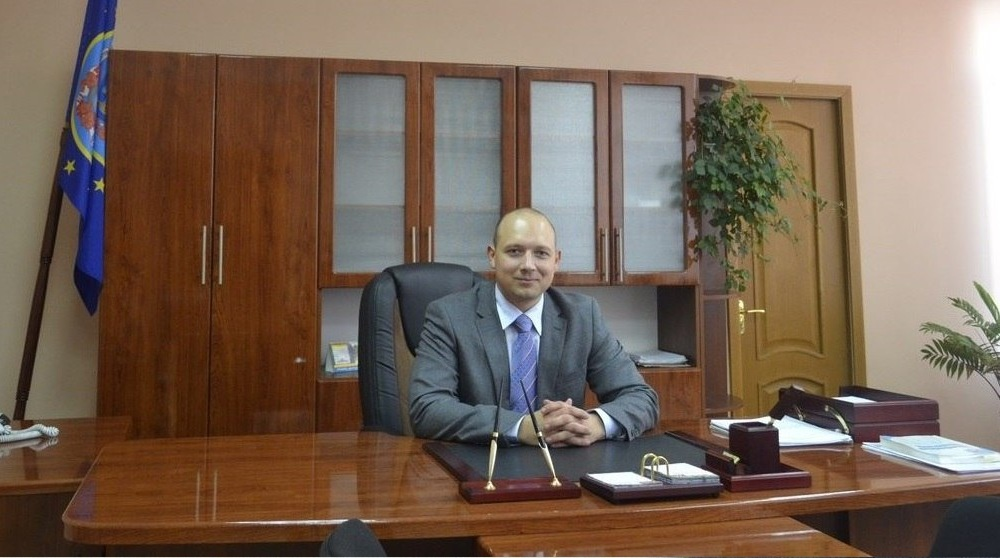
Е. А. Русский, г. Лутугино ЛНР 2014 г.

Участвовал в становлении Луганской Народной Республики и административно-территориальной реформе. Отстаивал структуру и функционал российских муниципальных образований. Ввел  на подконтрольной  ему территории систему административных центров — аналог российских МФЦ. Лутугинский район стал первым пилотный и экспериментальным где применили российскую модель муниципальных образований по типу городского округа, где были упразднены сельсоветы, а управление сконцентрировано в районном центре. Позже эту модель внедряли в других городах и районах ЛНР.
Активно отстаивал идею «Русского мира». В  2015 году предложил установить в Луганске и в других городах ЛНР памятник украинским солдатам — «Памятник обманутому солдату». В 2015 году с официальным визитом от  ЛНР посетил ряд регионов России, вёл переговоры [12][13] по привлечению гуманитарной помощи в ЛНР.
Егор Русский считался одним из близких к Руководителю ЛНР Игорю Плотницкому и относился к его ближайшему кругу сподвижников. Плотницкий был непосредственным его командиром во время боевых действий.
Шпионский скандал
В начале июня 2016 года сотрудниками МГБ ЛНР в Луганске была задержана за шпионаж гражданка Украины Оксана Микитенко, директор международной НКО «Mercy Corps» («Корпус милосердия»). Она рассказала о работе с региональным директором «Mercy Corps» на Украине Стюартом Чарльзом Виллкатсом, агентом ЦРУ США, а также о взаимодействии с высокопоставленными чиновниками ЛНР, включая Егора Русского. На этих встречах Микитенко и Виллкатс собирали информацию об обстановке в республике. Было проведено расследование, почти со всех чиновников подозрения в шпионаже были сняты, в том числе с Егора Русского.

## Дело Савченко
Участвовал в задержании Надежды Савченко, неоднократно общался с ней в плену. В начале 2015 года адвокат Савченко Марк Фейгин в эфире украинского телеканала заявил о том, что именно Егор Русский располагает доказательствами невиновности Савченко. Эту информацию подтвердил и второй адвокат Савченко Илья Новиков. В марте 2015 года Егор Русский сделал видео заявление и опроверг предположения Фейгина. В феврале 2015 года самостоятельно приехал в Следственный Комитет России г. Донецк, Ростовской области и дал показания по этому делу, а 15 октября выступил в суде. Адвокат Н.Савченко Илья Новиков заявил, что «Русский — это ключевой свидетель». Единственный из свидетелей со стороны обвинения, кто высказывался о Савченко в положительном ключе:
«Может мои друзья не поймут, но к ней я отношусь с большим уважением. Не так много людей на войне могут вести себя так уверенно и смело, знают зачем пришли сюда и почему»,
«Достойный соперник, побеждать которого для меня — честь», «Она достойна звания Героя Украины».
Защита просила повторно вызвать свидетеля для дачи показаний, но он в суде больше не выступал. Интересен тот факт, что на рисунках Надежды Савченко, на которых она изобразила взятие ее в плен для иллюстрации в суде, Егор Русский нарисован на переднем плане в панаме без лица, хотя достоверно известно, что его она знает и помнит хорошо.

## Протестная деятельность в Республике Коми
В июне 2016 года вернувшись в Коми из ЛНР,  выдвигался на пост мэра своего родного города Ухты. По опросам среди населения и в сети интернет, имел лидирующую поддержку горожан, общественности и общественных организаций, но депутатским корпусом города выбран не был, уступив кандидату от «Единой России».
Летом 2017 года с соратниками организовал общественно-политическое движения Коми «Республиканская Коалиция», является одним из лидеров этого движения. Начал борьбу против инициативы Главы Республики Коми С.Гапликова по отмене льгот родителям за детские сады.  Организовывал акции протеста за отмену закона Республики Коми 144-РЗ, который противоречил Федеральному Законодательству. С соратниками по коалиции вступил в конфронтацию с действующим Главой Коми Гапликовым, добиваясь его отставки.
В июне был назначены директором муниципальной спортивной школы в Ухте.
15 июня 2017 года опубликовал скандальное и резонансное обращение на прямую линию Президенту РФ В.Путину о положении дел в Республике Коми, которое за одну неделю набрало более 1 млн. просмотров. Как полагают  общественные деятели Коми именно оно послужила причиной для первого задержания сотрудниками ФСБ,  дальнейшего уголовного преследования  и возбуждения в  уголовного дела.
Первое политическое задержание сотрудники ФСБ  предприняли еще в июле 2017 года, якобы для разъяснительной беседы.

## Санкции и уголовные дела

### Уголовное дело в России
6 апреля 2018 года, через 10 месяцев после видеообращения к Президенту России В.Путину о положении дел в Коми (набравшее в соц.сети "Вконтакте" свыше 1 млн. просмотров за неделю), Егор Русский был арестован сотрудниками УФСБ Коми по подозрению в получении взятки. На момент ареста занимал должность директора спортивной школы в городе Ухте.  Ему инкриминировали получение взяток от предпринимателей в виде 27 тыс. руб. и принтер. Сотрудники ФСБ задержали Егора Русского 6 апреля 2018 года в Ухте, когда он садился в авто, чтобы ехать в Сыктывкар на политическое мероприятие Республиканской Коалиции и  общественной оппозиции.
Русский на протяжении всего следствия  отрицал сам факт взяток, но по итогу 6 декабря 2018 года был признан виновным и осужден на 2,5 года. Отбыл весь срок в колонии общего режим. Обращался за условно-досрочным освобождением, ему было отказано. Вышел в апреле 2020 года.
Егор Русский после освобождении в интервью ( часть 1, часть 2) заявил о своей непричастности к получению взяток, назвал свое дело полностью политическим и считает это репрессиями. На стадии следствия многие общественные деятели, жители региона и соратники по движению Республиканская Коалиция связывали его арест непосредственно с его политической активностью и оппозицией к  Главе региона Сергею Гапликову.

### В других странах
Генеральная прокуратура Украины обвинила Егора Русского в похищении украинской лётчицы Надежды Савченко. Согласно информации ведомства, 17 июня 2014 года его подразделение совершило нападение на батальон «Айдар» уничтожило свыше 50 бойцов батальона и захватило в плен около 15 человек, в том числе Надежду Савченко.
Во время нахождения на территории ЛНР неоднократно подвергался различным обвинениям со стороны украинских СМИ.
Внесен в санкционные списки Украины и Евросоюза, США и Канады, президентом Украины Петром Порошенко внесен в санкционный «Список Савченко».

## Чин и воинское звание
- Действительный государственный советник Луганской Народной Республики 3 класса (2015 год), соответствует чину государственного гражданского служащего РФ и воинскому званию генерал-лейтенанта, в виду военного положения в ЛНР в период исполнения государственной службы в военно-гражданской администрации.

## Семья и личная жизнь
Был женат, от первого брака имеет троих детей.